# ریسمان ماهی

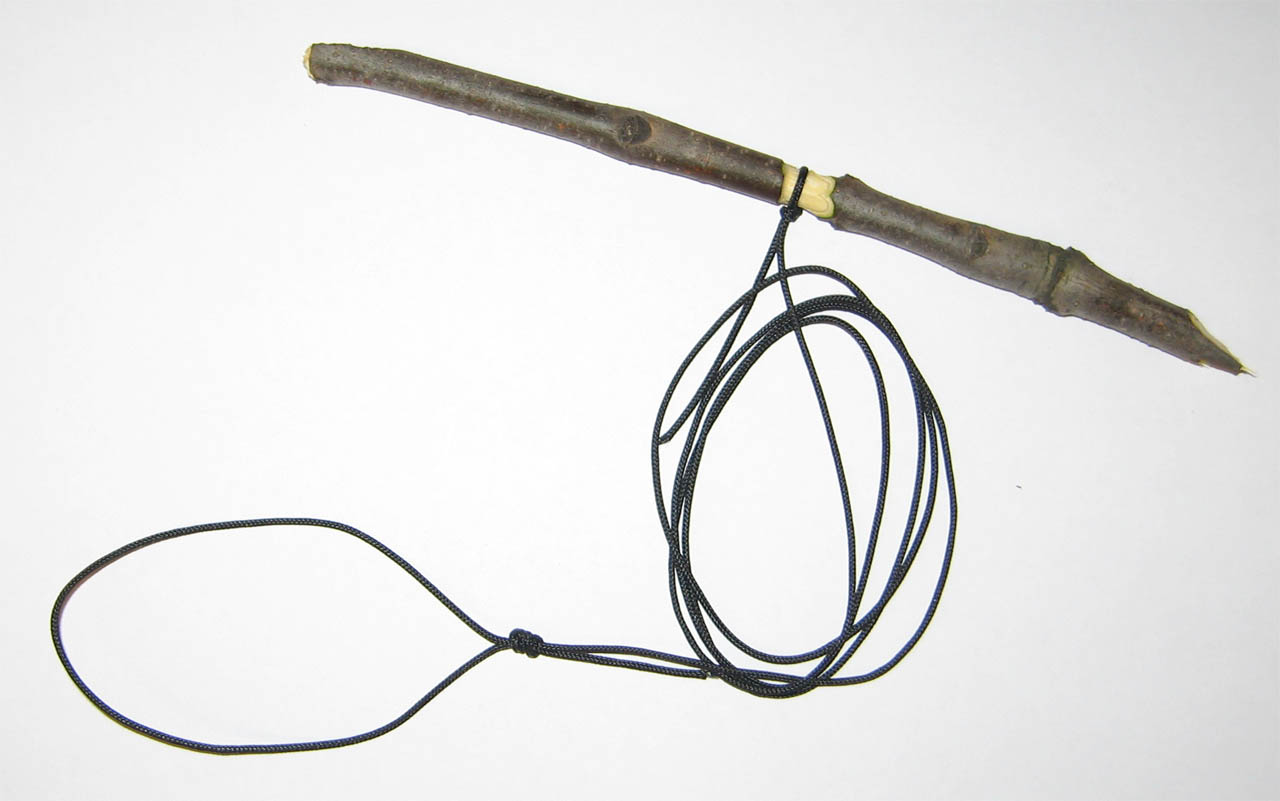
ریسمان ماهی ساده در ماهیگیری سرگرمی

ریسمان ماهی (به انگلیسی: Fish stringer) رشته‌ای از طناب یا زنجیر است که ماهیگیر می‌تواند ماهی‌ها را در طول آن رشته کند تا بتوان آنها را در آب شناور کرد و زنده نگه داشت.
رشته‌های زنجیری از زنجیره ساخته شده‌اند و دارای سنجاق‌هایی هستند که در طول آن‌ها را می‌بندند که می‌توان آن را روی ماهی قیچی کرد. چه از ساحل ماهیگیری کنید و چه از قایق، ماهی‌های نخ‌دار را می‌توان در دریا (یا دریاچه، برکه یا رودخانه) نگه داشت تا زمانی که ماهیگیر، ماهیگیری را به پایان برساند و آماده رها کردن ماهی یا بردن آن به خانه باشد، زنده می‌مانند.